# Jan Cucuruzac
Eugen (Jan) Cucuruzac (în rusă Жан (Еужен) Кукурузак) (n. 9 februarie 1949, satul Șerbaca, județul Bălți) este un actor de teatru și film din Republica Moldova.

## Biografie
Jan Cucuruzac s-a născut la data de 9 februarie 1949, în satul Șerbaca (județul Bălți). A făcut studii la Institutul de Arte „Gavriil Musicescu” din Chișinău.
A jucat ca actor pe scena Teatrelor "Vasile Alecsandri" din Bălți (1976-1980), Național "Mihai Eminescu" din Chișinău (1980-1990) și "Satiricus I. L. Caragiale" din Chișinău (din 1990 - până în prezent).
În anul 1990 s-a numărat printre fondatorii Teatrului municipal „Satiricus Ion Luca Caragiale” din Chișinău, unde joacă și în prezent. Împreună cu trupa teatrului s-a aflat în 1992, între soldații care erau pe front, la Tighina, în zilele războiului de pe Nistru: Nu că am luptat, dar aduceam minute de relaxare bravilor ostași moldoveni. Chiar și în momentele celea grele ostașii nu se lăsau de glume .
Printre rolurile teatrale cele mai cunoscute menționăm următoarele: Judecătorul, Tolstoi, Cezar, Administratorul din Ce e viața omului? de Arcadii Arkanov; Tipul II din Unde mergem, domnilor? după I.L.Caragiale și Vasile Alecsandri; Hercule - Hercule de Friedrich Dürrenmatt; Alexandru Lăpușneanu din Moțoc după Grigore Ureche, B.P.Hasdeu, Costache Negruzzi și Vasile Alecsandri; Înaltul din Beethoven cânta din pistol de Mircea M.Ionescu; Sălbaticul II din Care-s sălbaticii? de Iulian Filip; Garda financiară din SRL Moldovanul de Nicolae Esinencu; Ludovic cel Mare din Moliere de Mihail Bulgakov; Judecătorul din Jertfe patriotice de Ion Luca Caragiale și Vasile Alecsandri; Bezdomnâi din Maestrul și Margarita de Mihail Bulgakov; Ghiță Pristanda din O scrisoare pierdută de Ion Luca Caragiale ș.a.
De asemenea, Jan Cucuruzac a jucat la Teleradiodifuziunea națională și în cinematografie. El a fost distins cu titlul onorific de „Maestru în artă”.

## Filmografie
- Trânta (1977) - Călin Șaptefrați
- Я готов принять вызов (1983)
- Nistrul în flăcări (1984)
- Deținutul misterios (1986)
- Corbii prada n-o împart (1988)
- Durerea (1989)
- Văleu, văleu, nu turna! (Telefilm Chișinău, 1991)
- Рикошет (1997)